# Altoteatro
Altoteatro es un grupo de teatro boliviano con sede en la ciudad de El Alto, fundado el 11 de octubre de 2002 por el actor y dramaturgo Freddy Chipana. Sus trabajos se centran en la creación de obras teatrales con mensajes humanos en torno al contexto boliviano, y la formación actoral a través de talleres con niños, jóvenes y adultos de las áreas urbanas y rurales.
Desde sus inicios dieron presentaciones en toda Bolivia además de Chile, Argentina, Brasil, Perú y Europa, sobre todo en Francia con la obra Peligro, estrenada el 2009.

## Historia
En el año 1990, Freddy Chipana inicia su carrera teatral en Tres Soles, segundo nombre del Hogar Albergue para Menores Abandonados (HAPMA) de la ciudad de El Alto, de ahí surgirá el grupo Ojo Morado, a cargo de Stefan Gurtner. En 1997 es invitado a ser parte del Teatro de los Andes, ubicado en Yotala, cerca de Sucre, donde sufrirá una lesión cerebral. Según relata Freddy, la hija del neurólogo que le atendía, le hablaba de hacer teatro con chicos del cementerio y con los «lustras», de alguna manera le eran señales para hacer un cambio ya que él, también, escribía desde siempre. Es así que en el año 2002, antes de separarse por completo de Teatro de los Andes, funda Altoteatro de vuelta en El Alto.

### Teatro de Altura
En sus inicios el grupo llevaba el nombre de Teatro Sin Tierra con el fin de trabajar junto a personas que venían de distintas experiencias teatrales. Aunque la gente piensa que el nombre Altoteatro se debe al hecho de tener sus raíces en la ciudad de El Alto, que está a más de 4000 m s. n. m., y que, además, lleva parte del mismo nombre, su significado está en la intención de hacer teatro de altura, de nivel y calidad.

### Batucada Altoteatro
Cuando el grupo llega a estar más consolidado y después de crear su exitosa obra Peligro en 2009, nace la Batucada Altoteatro como parte del «grupo b». Para el 2022, serán más de veinte personas que conformen esta batucada, todos vestidos de negro como parte de su identificación como grupo.

### Identidad
Altoteatro, se caracteriza por hacer teatro de grupo, teatro de autor. Presentan obras con mensajes que tenga que ver la responsabilidad con la vida, trabajos útiles y humanos, según su director. Brindan talleres en universidades y establecimientos educativos, en el área urbana y rural,  mediante convenios con instituciones.
Consolidaron intercambios con grupos de otros países y se han realizado investigaciones a partir de sus obras.

## Obras

### Plegaria
En 2003, el grupo presenta su primera obra llamada Plegaria, una puesta en escena que gira en torno a la locura. Su estreno se da en el Festival de Teatro Peter Travesí de Cochabamba y, en un certamen de la Universidad Católica Boliviana San Pablo en la ciudad de La Paz. Para ese entonces, todo el elenco vivía dentro de una misma casa en el barrio Villa Tunari de la ciudad de El Alto.

### Cuéntame Abuelo
En 2004 lanzan la obra Cuéntame Abuelo, una historia sobre pájaros, guerra de animales y la llegada del hombre. La puesta en escena consta de cantos, zancos y máscaras de animales.

### Un País En Sueños
Un año después, en 2005, estrenan la obra Un País En Sueños, lo hacen en el Teatro Modesta Sanjinés de la Casa de la Cultura de La Paz. La obra fue producto de un taller investigativo llamado Chau París realizado en la Radio Wayna Tambo. La obra presenta el tema de los bolivianos que emigran a otros países y los que se quedan. Con esta obra que participan por primera vez, como grupo en el Festival Internacional de Teatro de La Paz (FITAZ) gracias a una invitación directa.

### Peligro

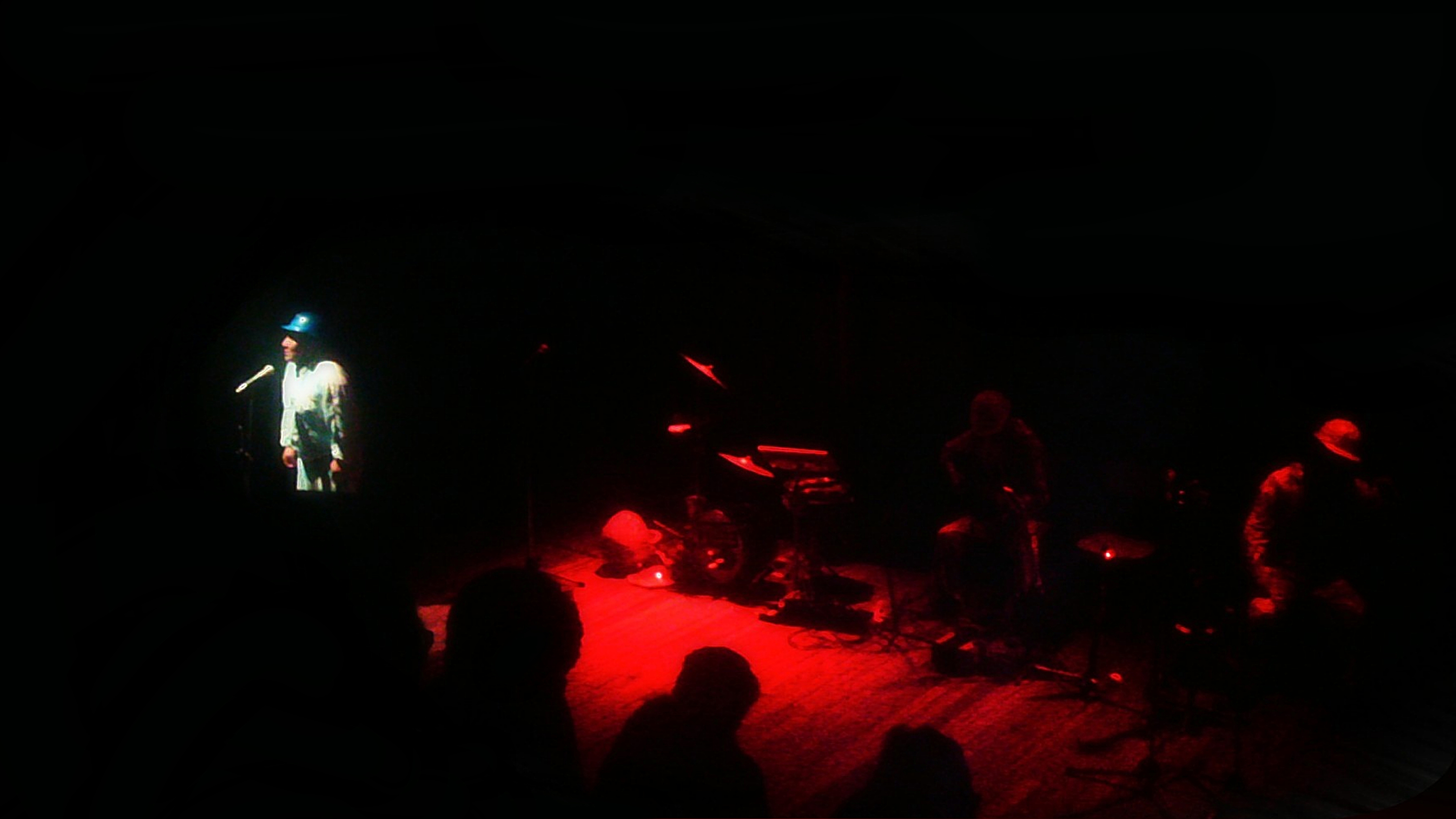
Freddy Chipana durante un monólogo en la obra Peligro

Peligro es la obra más exitosa del elenco con la cual se presentaron más de 200 veces en toda Bolivia, además de  Chile, Argentina, Brasil y Perú; en Francia realizaron 35 funciones solo con esta obra que fue estrenada el 2009 en El Búnker de La Paz, Peligro refleja la realidad de las familias en Bolivia sobre el desempleo y las situaciones de maltrato hacia los trabajadores.
En la puesta en escena hay bailes y música en vivo, para ello todo el elenco aprendió a interpretar instrumentos, creando posteriormente la Batucada de Altoteatro.
Inicialmente la obra se planteó para llevarse a escena con 23 actores, pero los costos logísticos supusieron un recorte posterior hasta quedar 10 actores en escena..

### Eterna
La obra Eterna presenta la historia de una madre y sus hijas que se reconocerán en el sitio que habitan, desde una primera línea: “La madre ha muerto hace cinco miserables días”.

### Ratas
La obra Ratas se estrenó en Chile, en el XXI Festival Internacional de Teatro Zicosur en Antofagasta (FITZA) en enero de 2019. Luego pasa a Bolivia y posteriormente a Argentina. La obra es un monólogo interpretado por Chipana.
Con una duración de 55 minutos, el monólogo, en apariencia, habla sobre los desaparecidos y torturados durante la época de las dictaduras militares en América Latina.

### Basura
La obra Basura se estrenó el 17 de septiembre de 2022 en el Teatro Municipal Alberto Saavedra Pérez de La Paz, siendo originalmente su fecha inicial el año 2020. La obra es una reflexión sobre el consumismo y los desechos del hombre, no solo materiales, sino también, en palabras del director "cosas como la infancia, la tercera edad, sueños, vidas, amores, se encuentran verdades, se encuentran luchas, se encuentran todo este lugar de nuestra existencia".

### Otras obras
En 2006, Altoteatro, en conjunto con la Alianza Francesa en Bolivia, hace obras cortas infantiles como Cuentos Negros, Niños Blancos; también realizarán Papá Dragón y Mamá Bruja, un monólogo sobre la violencia intrafamiliar.
Chau País (2004), No Llores Cuando Me Vaya (2004) y Jorge y Los Pequeños Animales (2005) serán espectáculos hechos por el grupo en convenio con otras instituciones.
Producto de los talleres realizados, se presentaron obras como: Las Apariencias Engañan, Explotando Ideas, En Hora Buena, Quién Entiende, El Silencio, Pétalos y Cerca del Cielo.

## Premios
| Año  | Nominación                                           | Obra  | Premio                    |
| ---- | ---------------------------------------------------- | ----- | ------------------------- |
| 2020 | Concurso Municipal de Teatro Raúl Salmón de la Barra | Ratas | Mejor Actuación Principal |
| 2020 | Concurso Municipal de Teatro Raúl Salmón de la Barra | Ratas | Mejor Iluminación         |